# Alan Peacock (Fußballspieler)
Alan Peacock (* 29. Oktober 1937 in Middlesbrough; † 29. Juni 2025) war ein englischer Fußballspieler. Der Mittelstürmer und WM-Teilnehmer von 1962 bildete lange Jahre mit Brian Clough beim Zweitligisten FC Middlesbrough ein erfolgreiches Sturmduo. Nach vergeblichen Aufstiegsversuchen versuchte er anschließend bei Leeds United sein Glück, litt dort jedoch unter Verletzungsproblemen und musste kurz nach seinem Wechsel zu Plymouth Argyle die Karriere im Alter von nur 30 Jahren beenden.

## Sportlicher Werdegang
Schon früh zeigte sich Peacock als eines der größten Talente seiner Altersklasse, als er in englischen Jugendauswahlmannschaften zum Zuge kam. An der heimischen Lawson Secondary School ausgebildet, schloss er sich kurz nach seinem 17. Geburtstag im November 1954 der Profimannschaft seines Heimatvereins FC Middlesbrough an. Regelmäßig zum Einsatz kam er bei dem Zweitligisten jedoch erst im Verlauf der Saison 1957/58, nachdem er sich gegen Arthur Fitzsimons durchgesetzt hatte und mit 15 Toren in 22 Ligaspielen sehr treffsicher war. Sturmpartner an seiner Seite war der später renommierte Trainer Brian Clough. Beide standen im weiteren Verlauf ihrer Karrieren auch in der englischen A-Nationalmannschaft, obwohl sie nicht in der obersten Spielklasse agierten. Charakteristisch für das Zusammenspiel der beiden Torjäger, die jeweils mit einer außergewöhnlich hohen Torquote auffielen (Clough schoss 197 Tore in 213 Ligapartien, während es Peacock auf 125 Treffer in 218 Meisterschaftsbegegnungen brachte), war eine Rollenverteilung, die vorsah, dass Peacock mehr als Clough als Vorbereiter diente, während er selbst die Tore vornehmlich mit dem Kopf erzielte – oft wurde Peacock von zeitgenössischen Beobachtern als einer der besten Kopfballspieler Englands in der Nachkriegszeit angesehen.
Als großes Problem stellte sich für Peacock zunehmend das jahrelang vergebliche Bemühen um den Erstligaaufstieg dar, was dem häufig unzureichenden Leistungsvermögen der Defensive geschuldet war. Dessen ungeachtet zeigte er sich in der Saison 1961/62 nach dem Abgang von Clough in Richtung Sunderland mit 24 Ligatoren weiterhin formstark und plötzlich war er Stammkraft für England bei der Weltmeisterschaft 1962 in Chile. Dort absolvierte er zwei Gruppenspiele gegen Argentinien (3:1) und Bulgarien (0:0), ohne zuvor ein A-Länderspiel bestritten zu haben. Beim anschließenden Viertelfinalaus gegen Brasilien fehlte er aufgrund einer Magenverstimmung; Gerry Hitchens ersetzte ihn.
Nach dem Turnierende und anfänglich weiteren Länderspieleinsätzen im Herbst 1962 gegen Nordirland (3:1) und Wales (4:0 bei zwei eigenen Toren) frustrierte ihn sein Dasein in der Zweitklassigkeit zunehmend, zumal er unter dem neuen englischen Nationaltrainer Alf Ramsey vorerst keine weiteren Chancen mehr erhielt. So wechselte er im Februar 1964, als Middlesbrough erneut im Mittelfeld „dümpelte“, für die Ablösesumme von 50.000 Pfund zum Aufstiegsaspiranten Leeds United. Dabei hatte er verletzungsbedingt über lange Strecken der Saison 1963/64 pausieren müssen, aber in den verbleibenden Partien steuerte er für Leeds acht Tore zum Gewinn der Zweitligameisterschaft und dem damit verbundenen Erstligaaufstieg bei – dadurch erhöhte sich die Ablösesumme um weitere 5.000 Pfund. Ein Jahr später war er Teil der Finalmannschaft im FA Cup, die nach torlosen ersten 90 Minuten dem FC Liverpool mit 1:2 in der Verlängerung unterlag. Ein halbes Jahr danach bestritt er zwei letzte Länderspiele, bevor er im Vorfeld der anstehenden WM 1966 im eigenen Land nicht mehr berücksichtigt wurde. Dies war auch der zunehmenden Verletzungsanfälligkeit geschuldet. Dadurch reduzierten sich zudem die Einsatzmöglichkeiten in Leeds und im Oktober 1967 heuerte er beim Zweitligisten Plymouth Argyle an. Dort absolvierte er elf Ligaspiele, bevor er die Karriere aufgrund schwerer Knieprobleme im Alter von nur 30 Jahren beenden musste.
Peacock kehrte anschließend in seine Heimatstadt Middlesbrough zurück und betrieb dort einen Zeitschriftenladen.